# Oxycarpha suaedifolia
Oxycarpha suaedifolia là một loài thực vật có hoa trong họ Cúc. Loài này được S.F.Blake mô tả khoa học đầu tiên năm 1918.